# Panzerbrigade 24
Die Panzerbrigade 24 „Niederbayern“ war ein Verband der 1. Gebirgsdivision des Heeres der Bundeswehr mit Stab in Landshut (Schoch-Kaserne) und Stationierungsraum in Niederbayern. Die Brigade wurde 1994 aufgelöst.

## Geschichte

### Heeresstruktur 2
Die Aufstellung begann 1959 mit Aufstellung des Brigadestabs in Mittenwald. Sie verlegte 1960 nach Murnau und gehörte zur 1. Gebirgsdivision. 1960 unterstanden der Brigade folgende Einheiten:
- Panzergrenadierbataillon 242 (Füssen)
- Panzerbataillon 243
- Panzerbataillon 244
- Panzerartilleriebataillon 245 (Füssen)
- Versorgungsbataillon 246 (1959 Mittenwald, ab 1960 Murnau, ab 1966 Feldkirchen)
- Panzerpionierkompanie 240 (1959 in Brannenburg aus 2./ Gebirgspionierbataillon 8 aufgestellt und ab 1965 in Straubing-Mitterharthausen)
- Panzeraufklärungskompanie 240
- Flugabwehrbatterie 240

1966 verlegte der Stab nach Landshut und wurde in Panzergrenadierbrigade 24 umbenannt und Truppenteile nach Niederbayern (Freyung und Feldkirchen) verlegt. 1966 wechselte das Panzerbataillon 243 als Gebirgspanzerbataillon 224 zur Gebirgsjägerbrigade 22. Ebenfalls 1966 wechselte das Panzergrenadierbataillon 111 der Panzergrenadierbrigade 11 zur Panzergrenadierbrigade 24.

### Heeresstruktur 3
1970 folgte das Panzergrenadierlehrbataillon 283 der Heeresoffizierschule III als Panzergrenadierlehrbataillon 243 zur Brigade 24. Im Gegenzug wechselte das Panzergrenadierbataillon 243 als Gebirgspanzeraufklärungsbataillon 8 direkt zur 1. Gebirgsdivision. 1972 wurde das Versorgungsbataillon 246 in Feldkirchen aufgelöst. Aus Teilen daraus wurde die Nachschubkompanie 240 sowie die Instandsetzungskompanie 240 aufgestellt.

### Heeresstruktur 4
1981 verlegte die Panzerjägerkompanie 240 von Landshut nach Feldkirchen. In der Heeresstruktur 4 wurde die Brigade 1981 erneut in Panzerbrigade 24 umbenannt. 1973 wurde das Panzergrenadierlehrbataillon 243 in Panzergrenadierbataillon 243 umbenannt und 1981 als Panzergrenadierbataillon 223 der Panzergrenadierbrigade 22 unterstellt. Aus Teilen des Gebirgspanzerjägerbataillons 234, der Ausbildungskompanie 14 / 8 sowie dem Spähzug der Gebirgsjägerbrigade 23 wurde in Kirchham im Gegenzug das Panzerbataillon 243 aufgestellt. 1981 wurde das Feldersatzbataillon 247 zum Gebirgsfeldersatzbataillon 85 umgegliedert. 1981 unterstanden der Brigade:
- Stab / Stabskompanie (Landshut)
  - Brigadespähzug (Freyung, ab 1982 dem Gebirgspanzeraufklärungsbataillon 8 unterstellt)
  - Panzerbataillon 241 (Landshut und Feldkirchen, 3. Kompanie in Kirchham)
  - Panzerjägerkompanie 240 (Feldkirchen)
  - Panzerpionierkompanie 240 (Feldkirchen)
  - Nachschubkompanie 240 (Feldkirchen)
  - Instandsetzungskompanie 240 (Feldkirchen)
  - Panzergrenadierbataillon 242 (Feldkirchen)
  - Panzerbataillon 243 (Kirchham)
  - Panzerbataillon 244 (Landshut)
  - Panzerartilleriebataillon 245 (Landshut)
  - Gebirgsfeldersatzbataillon 85 (Landshut)

Die Panzergrenadierausbildungskompanie Fahrsimulator Kette 203 in Feldkirchen-Mitterharthausen wurde im Juli 1988 als Teil der Korpstruppen des II. Korps neu aufgestellt und im Frieden der Panzerbrigade 24 unterstellt. Im Oktober 1988 wurde der Brigade der Beiname „Niederbayern“ verliehen.
Die Brigade umfasste im Herbst 1989 in der Friedensgliederung etwa 2870 Soldaten. Die geplante Aufwuchsstärke im Verteidigungsfall lag bei etwa 3300 Mann. Zum Aufwuchs war die Einberufung von Reservisten und die Mobilmachung von nicht aktiven Truppenteilen vorgesehen. Zum Ende der Heeresstruktur 4 im Herbst 1989 war die Brigade weiter Teil der 1. Gebirgsdivision und gliederte sich in der Kriegsgliederung grob in folgende Truppenteile:
- Stab/Stabskompanie Panzerbrigade 24, Landshut
  -  Panzerjägerkompanie 240, Feldkirchen
  -  Panzerpionierkompanie 240, Feldkirchen
  -  Nachschubkompanie 240, Feldkirchen
  -  Instandsetzungskompanie 240, Feldkirchen
  -  Panzerbataillon 241 (teilaktiv), Landshut
  -  Panzergrenadierbataillon 242, Feldkirchen
  -  Panzerbataillon 243, Kirchham
  -  Panzerbataillon 244, Landshut (1989 fast vollständig GerEinh im Zuge eines Truppenversuches)
  -  Panzerartilleriebataillon 245, Landshut

### Heeresstruktur 5 bis zur Auflösung
In der Heeresstruktur 5 wurden die Panzerbataillone 241 und 244, das Gebirgsfeldersatzbataillon 85 sowie die Panzerpionierkompanie 240 aufgelöst, sowie das Panzergrenadierbataillon 242 und das Panzerbataillon 243 zu nichtaktiven Aufwuchsverbänden umgegliedert. Die Nachschubkompanie 240 und Instandsetzungskompanie 240 verließen 1992 den Brigadeverband. Die Panzerbrigade 24 gliederte sich zu einem teilaktiven, mechanisierten Großverband um. Die Stammbataillone der Brigade waren das Gebirgspanzerbataillon 8 in Kirchham und das Panzergrenadierbataillon 112 in Regen. 1993 wurde dem Verband das aufzulösende Panzergrenadierbataillon 562 in Oberhausen (bei Neuburg/Donau) zugeordnet. Das Gebirgspanzerbataillon 8 und Panzergrenadierbataillon 112 wechselten 1994 zur Panzerbrigade 12. Das  Panzerbataillon 243 und das Panzergrenadierbataillon 242 wurden 1993 außer Dienst gestellt. 1993 wurde der Panzergrenadierausbildungskompanie Fahrsimulator 203 dem Instandsetzungsregiment 8 unterstellt. Die restlichen Einheiten Stab/Stabskompanie, Panzerjägerkompanie 240 und Panzerartilleriebataillon 245 sowie die Brigade insgesamt wurde zum 30. September 1994 aufgelöst.

## Kommandeure
Folgende Kommandeure führten die Brigade (Dienstgrad bei Kommandoübernahme):
| Nr. | Name                                  | Kommandeur von  | Kommandeur bis     |
| --- | ------------------------------------- | --------------- | ------------------ |
| 10  | Oberst Horst Förster                  | 1. Oktober 1991 | 30. September 1994 |
| 9   | Oberst Hans-Jürgen Wilhelmi           | 1. April 1985   | 30. September 1991 |
| 8   | Oberst Georg Bernhardt                | 1. Oktober 1982 | 31. März 1985      |
| 7   | Brigadegeneral Jürgen Schlüter        | 1. Januar 1981  | 30. September 1982 |
| 6   | Brigadegeneral Franz-Josef Wiesner    | 1. Oktober 1977 | 31. Dezember 1980  |
| 5   | Brigadegeneral Eberhard Hackensellner | 1. April 1971   | 30. September 1977 |
| 4   | Brigadegeneral Hans-Joachim Löser     | 1. Juni 1968    | 31. März 1971      |
| 3   | Oberst Wolfgang Schall                | 1. April 1966   | 31. Mai 1968       |
| 2   | Brigadegeneral Peter Karpinski        | 1. April 1962   | 31. März 1966      |
| 1   | Oberst Herbert Reidel                 | 1. Januar 1960  | 31. März 1962      |

## Gebirgsanzug
Die Panzergrenadierbrigade 22  war der 1. Gebirgsdivision unterstellt und daher Teil der Gebirgstruppe. Die meisten Angehörigen der Brigade trugen daher den Berganzug mit Bergmütze und die Skibluse als Jacke des Dienstanzugs. Die Soldaten trugen Mützen- bzw. Barettabzeichen. das Edelweiß als traditionelles Zeichen der Gebirgstruppe.

## Verbandsabzeichen

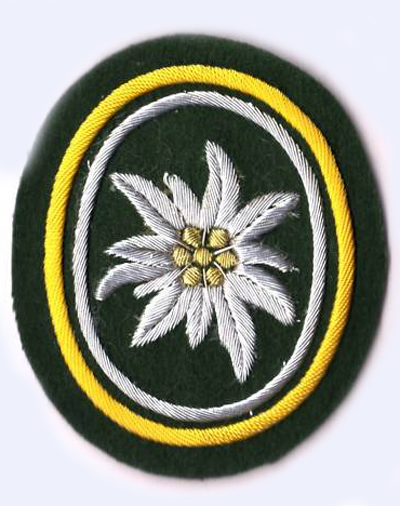
Gewebtes Verbandsabzeichen für den Berganzug

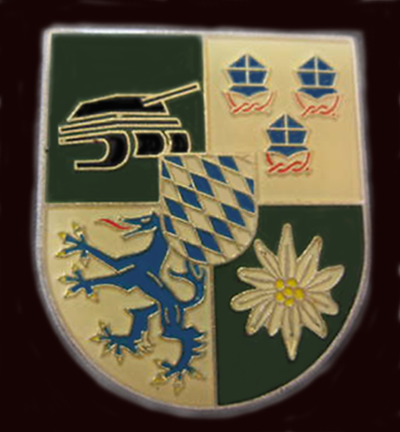
Internes Verbandsabzeichen des Stabes/Stabskompanie

Die Blasonierung des Verbandsabzeichens für den  Dienstanzug der Angehörigen der Panzerbrigade 24 lautete:
 Gold bordiert, in Grün mit silbernen Inbord ein silbernes Edelweiß mit goldenen Butzen.
Das Verbandsabzeichen zeigte das Alpen-Edelweiß. Das Edelweiß war das Zeichen der Gebirgstruppe. In der Gebirgstruppe wird das Edelweiß an der Bergmütze und am Barett getragen. Es wurde im Ersten Weltkrieg vom österreichisch-ungarischen Oberkommando dem Deutschen Alpenkorps in Anerkennung verliehen und ist seitdem traditionelles Symbol im Umfeld der deutschen Gebirgstruppe. Gleichzeitig ist es Hinweis auf die Dislozierung im Alpenraum. Grün war die Waffenfarbe der Infanterie. Die Verbandsabzeichen der Division und der unterstellten Brigaden waren bis auf die Borde identisch. In der Tradition der Preußischen Farbfolge erhielt das Verbandsabzeichen der Panzerbrigade 24 als „dritte“ Brigade der Division einen gelben Bord. Ungewöhnlich für die heraldische Tradition des Heeres war die Ausführung der Schilde der Division und deren Brigaden als Rundschilde. 
Da sich die Verbandsabzeichen der Brigaden der Division nur geringfügig unterschieden, wurde stattdessen gelegentlich auch das interne Verbandsabzeichen des Stabes bzw. der Stabskompanie pars pro toto als „Abzeichen“ der Brigade genutzt. Es zeigte das aus dem Verbandsabzeichen bekannte Edelweiß, einen stilisierten Kampfpanzer, einen Panther, der im bayrischen Staatswappen Altbayern repräsentiert, drei Eisenhüte wie im Stadtwappen von Landshut und im Mittelschild die bayrischen Rauten wie im Staatswappen.